# Mahindra ALSV
Легка броньована спеціальна машина Mahindra (англ. Mahindra Armored Light Specialist Vehicle, Mahindra ALSV  або Mahindra LSV) — це повнопривідний бронеавтомобіль, розроблений корпорацією Mahindra & Mahindra для армії та військ особливого призначення Індії. Це транспортний засіб модульного типу, що може бути пристосований для виконання широкого діапазону функцій.
У березні 2021 року компанія Mahindra виграла контракт на постачання для армії Індії 1300 одиниць Mahindra ALSV загальною вартістю रू1056 крор  (приблизно $146 млн).

## Опис
Автомобіль доступний у двох варіантах: 6-місний і 8-місний.
Броня балістична STANAG рівня 1 з можливістю посилення до CEN B7 STANAG рівня II.  Таке бронювання забезпечує захист від боєприпасів калібру 7,62×51 мм НАТО та .50 BMG, а також від саморобних вибухових пристроїв, ручних гранат і протипіхотних мін .
Передбачається встановлення такої зброї, як станковий кулемет, автоматичний гранатомет і ПТКР .
Двигун — 3,2-літровий 6-циліндровий багатопаливний турбодизельний Steyr, розвиває 215 к.с. при 3600 об/хв і максимальний крутний момент 500 Нм. Коробка передач — чотириступінчаста автоматична.  Підвіска незалежна, колеса обладнані системою централізованого регулювання тиску і шинами runflat. Автомобіль має максимальну швидкість 120 км/год і може розганятися від 0 до 60 км/год приблизно за 12 секунд .
ALSV оснащений системою очищення вихлопних газів і фільтрації повітря для умов екстремальної запиленості, що робить його ідеальним для роботи в пустелях .

## Оператори
- Індія: армія замовила 1300 одиниць, які будуть прийняті на службу в період з 2021 по 2025 рік [5].
- ООН: MONUSCO має на службі неназвану кількість бронемашин Mahindra [6].